# 丹托尼 (加利福尼亞州)
丹托尼（英語：Dantoni）是位於美國加利福尼亞州尤巴縣的一個非建制地區。該地的面積和人口皆未知。

## 地理
丹托尼的座標為39°09′54″N 121°30′59″W / 39.16500°N 121.51639°W，而該地的平均海拔高度為26米（即85英尺）。